# Фордервайденталь

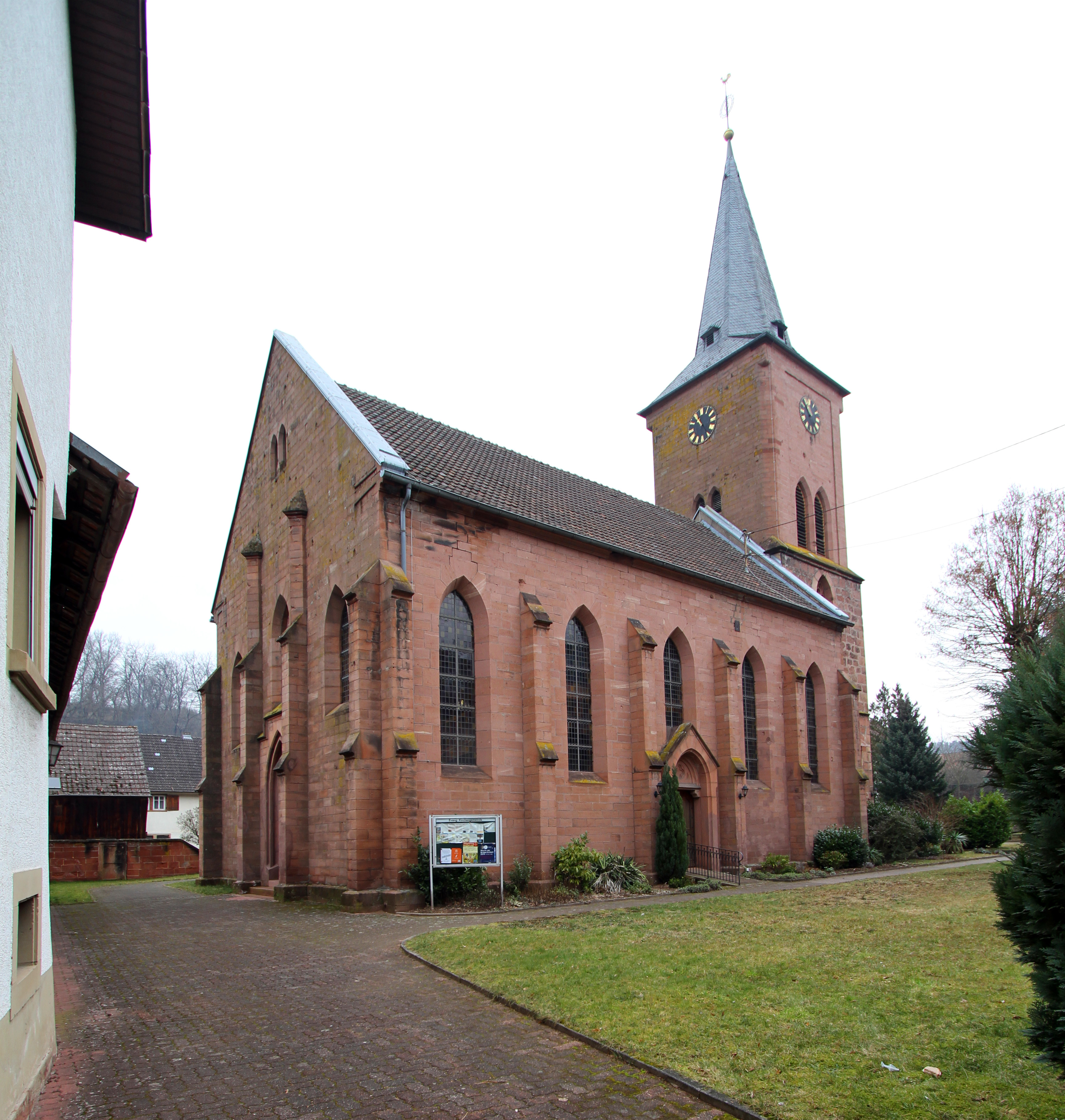

Фордервайденталь (нем. Vorderweidenthal) — коммуна в Германии, в земле Рейнланд-Пфальц. 
Входит в состав района Южный Вайнштрассе. Подчиняется управлению Бад Бергцаберн.  Население составляет 642 человека (на 31 декабря 2010 года). Занимает площадь 10,12 км².